# Crotalaria xanthoclada
Crotalaria xanthoclada är en ärtväxtart som beskrevs av George Bentham. Crotalaria xanthoclada ingår i släktet sunnhampor, och familjen ärtväxter. Inga underarter finns listade i Catalogue of Life.